# دوري نجوم قطر 2020–21
دوري نجوم قطر 2020–21 أو دوري نجوم QNB لأسباب الرعاية.
هو النسخة السابعة والأربعون من بطولة دوري نجوم قطر لكرة القدم.
حقق السد لقب الدوري للمرة الخامسة عشرة في تاريخه بعد تصدره جدول الترتيب برصيد 60 نقطة وبفارق 13 نقطة عن الوصيف الدحيل.

## وصلات خارجية
- (بالعربية) (بالإنجليزية)